# Olaf Karnik
Olaf Karnik (* 1962 in Köln) ist ein deutscher Autor, Journalist und DJ.

## Leben
Karnik war ab 1981 bis 1985 freier Autor für die Musikzeitschrift Spex. Er studierte erst in den 1990er Jahren Theater-, Film und Fernsehwissenschaften, Germanistik und Politische Wissenschaften an der Universität Köln. Er hat seither Bücher über Soul und Reggae veröffentlicht und war von 1993 bis 1998 und gelegentlich in den 2000er Jahren Autor in der Spex. Im Jahr 1998 war er zudem für einige Monate Chefredakteur von Spex. Als Musikjournalist, Musikkritiker und Buchrezensent ist er seither in Printmedien wie Neue Zürcher Zeitung, Intro, Frankfurter Rundschau, Riddim, Süddeutsche Zeitung, FAZ, Testcard, Literaturen, Texte zur Kunst vertreten. Er veröffentlichte zahlreiche Buchbeiträge zu den Themen Pop, Film und Filmmusik für den Suhrkamp-Verlag und Verbrecher-Verlag. Er ist Autor von Radio-Features und Radiobeiträgen u. a. für Deutschlandfunk, SWR2 oder für die Sendung WDR3 Open Sounds. Zwischen 1995 und 1997 war er Chef-Autor beim deutschen Musikfernsehsender Viva 2. Im Jahr 2000 war er mit Christoph Dreher an der Konzeption der sechsteiligen TV-Reihe Fantastic Voyages – Über Geschichte und Thematiken des Musikvideos für 3sat und ZDF beteiligt.

## Lehre
Zwischen 2009 und 2013 war er als Dozent im Studiengang Populäre Musik und Medien an der Universität Paderborn tätig. Seit 2012 war er mehrfach Gastdozent an der Hochschule für Fernsehen und Film München.

## Musiker und DJ
Karnik ist seit 1985 als DJ vor allem in Köln aktiv. Im Jahr 1985 gründete er zusammen mit Gerald Hündgen, Frank Schäfer, Michael Reinboth von Compost Records, Reinhard Jellen The Soulful Shack – Deutschlands Soul-DJ-Team Nr. 1. Das Team war bis 1995 aktiv. Er war zu dem ab 1988 als Host und DJ am Kölner Rave Club mit Gerald Hündgen, Lothar Gorris, Dirk Scheuring, Ralf Niemczyk und Jürgen Schwan beteiligt.
Er spielte zwischen 1995 und 1997 als Gitarrist in der Kölner Band Genf.

## Bücher
- Olaf Karnik und Gerald Hündgen: Chasin’ A Dream. Die Musik des schwarzen Amerika von Soul bis HipHop. KiWi, Köln 1989, ISBN 978-3-462-01951-3.
- Olaf Karnik und Helmut Philipps: Reggae in Deutschland. KiWi, Köln 2007, ISBN 978-3-462-03952-8.

## Radiofeature
- Abgetaucht – Die Kultur der Immersion Olaf Karnik und Volker Zander, SWR2, 2017.[5]
- Zukunftsmusik – Wie die Musik von Morgen heute klingt Olaf Karnik und Volker Zander, DLF, 2016.[6]
- Sound-Effekte – Die Pop-Musik und ihre Klangkulturen von Olaf Karnik und Volker Zander, DLF, 2016.[7]
- Zero Friction – Das Generische, Welt ohne Eigenschaften von Olaf Karnik und Volker Zander, SWR2, 2016.[8]

## Diskografie
- Genf, Import/Export, LP, Compost Records, 1997, Singles & EPs[9]
- Genf, Roh, EP, Finlayson, 1996
- Genf, Aachen-Brüssel, EP, Compost Records, 1996